# Nordsjællands Grundskole og Gymnasium
Nordsjællands Grundskole og Gymnasium samt HF også kaldet "NGG" ligger ved Kokkedal i Fredensborg Kommune (men har postadresse i Hørsholm). Skolen har udover grundskole, gymnasium og HF, en international afdeling, hvor engelsktalende børn kan blive undervist i dansk og samtidig holde deres engelsk ved lige samt en førskole-afdeling og en fritidsordning
NGG blev grundlagt i 1983 af Jan Thrane og har i dag omkring 1.400 elever og 150 lærere. Den nuværende rektor hedder Thomas Thrane. Udover rektor har skolen 3 inspektører:
Joan Trabjerg, inspektør for 0.-6. klasse.
Jan Bo Jensen, inspektør for 7.-10. klasse.
Jens Ulrik Engelund, inspektør for gymnasiet samt HF.

## Undervisning
Skolen introducerer børnene for engelskundervisning i 0. klasse, tysk eller fransk i 5. klasse og spansk samt andre ikke-obligatoriske valgfag i 7. klasse.

## Rejser
Skolens yngre elever tager hvert andet år på lejrskole rundt omkring i Danmark, blandt de populæreste lejrskolemål er Samsø, Ribe og Skagen. I 7. klasse tager eleverne til Bornholm. I ottende klasse rejser eleverne på deres første udlandsrejse til enten Berlin, Alsace eller Paris. I gymnasiet tilbydes der ture bl.a. i 1.g en skitur til Norge, i 2.g en tur til Grønland, Singapore eller New York og i 3.g en rejse til Madrid, Bruxelles eller en anden storby. Rektor deltager så vidt muligt i de fleste af de ældre elevers rejser.

## SportsCollege
Eleverne i 9. klasse og op til 3.g/2. HF har ved siden af undervisningen mulighed for at tilmelde sig NGG SportsCollege. Her findes linjer for fodbold, håndbold, golf, fitness, ski og dans. Disse træner tirsdag og torsdag morgen fra kl. 8.00-9.30 deres respektive sportsgrene, hvorefter de fortsætter med deres normale skoledag fra kl. 10.00.

## Fritidstilbud
Efter skoletid har eleverne i indskolingen og mellemtrinnet mulighed for at benytte skolens fritidsordning, Svanereden. Her har eleverne mulighed for at være hele eftermiddagen og nyde denne med andre elever.

## Jubilæer
I 2008 fejrede "NGG" 25-års jubilæum, og ved 20-års jubilæet i 2003 optrådte drengebandet C21 for de større elever.
I 2012 udklækkede gymnasiet sin 25. studenterårgang. I 2013 fejrede gymnasiets første studenterårgang sit 25 års jubilæum på skolen.

## Støtteforeningen
Til NGG er knyttet en støtteforening, der har til formål at hjælpe skolen med forbedringer og nyanskaffelser samt øge interessen for skolen ved afholdelse af forskellige arrangementer.